# Hessisches Ministerium der Finanzen

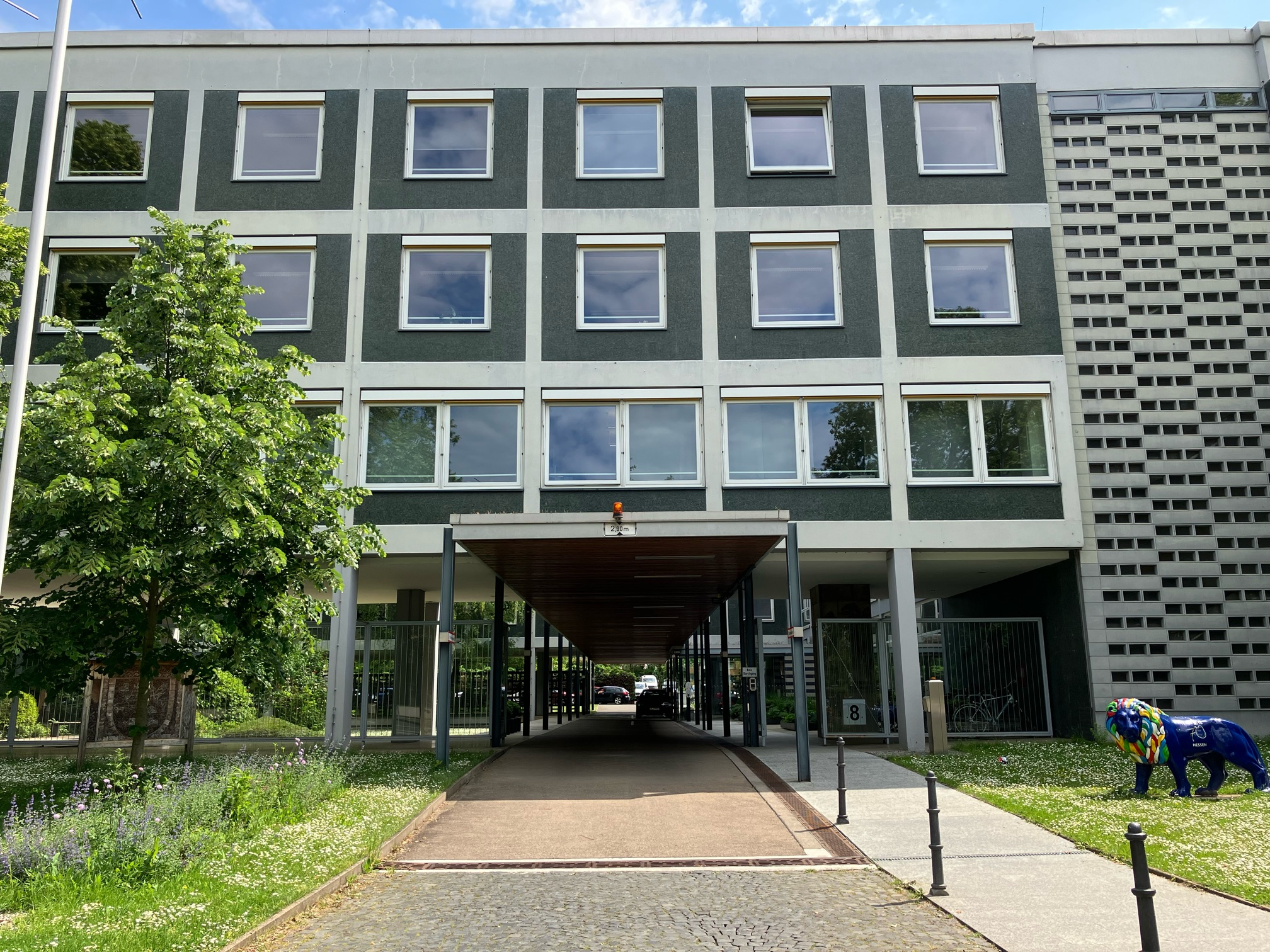
Gebäude des Finanzministeriums in der Friedrich-Ebert-Allee in Wiesbaden

Das Hessische Ministerium der Finanzen (HMdF) ist eine oberste Landesbehörde des Landes Hessen. Das Finanzministerium hat seinen Sitz in der Landeshauptstadt Wiesbaden. Hessischer Minister der Finanzen ist seit dem 18. Januar 2024 Ralph Alexander Lorz (CDU). Finanzstaatssekretär ist Till Kaesbach (CDU). Aufgrund der Bestimmungen in Artikel 143 Absatz 1 der Verfassung des Landes Hessen ist die Errichtung des Finanzministeriums geboten.

## Aufgaben
Die hauptsächlichen Aufgaben des Hessischen Ministeriums der Finanzen sind:
- Haushalts- und Finanzpolitik
- Steuerpolitik und -verwaltung
- Staatsbürgschaften und Garantien sowie staatliche Finanzierungshilfen
- Regelung des Finanzausgleichs gegenüber dem Bund, unter den Ländern und zwischen Land, Gemeinden und Gemeindeverbänden
- Servicestelle Finanzplatz Frankfurt sowie Steuerberaterwesen
- Vermögensverwaltung einschließlich der Beteiligungsverwaltung an privatrechtlichen und öffentlich-rechtlichen Unternehmen

- Beteiligungsmanagement des Landes und Staatslotterien
- Immobilienmanagement und Hochbauverwaltung

### Nachgeordnete Behörden
Eine Reihe von Behörden und Institutionen sind dem Finanzministerium als nachgeordneter Geschäftsbereich unterstellt:
- die Oberfinanzdirektion Frankfurt am Main
  - die 28 hessischen Finanzämter, siehe hierzu die Liste der Finanzämter in Hessen
- das Hessisches Competence Center für Neue Verwaltungssteuerung[4]
- das Studienzentrum der Finanzverwaltung und Justiz in Rotenburg an der Fulda mit der Hessischen Hochschule für Finanzen und Rechtspflege, die Landesfinanzschule Rotenburg und die Ausbildungsstätte für den mittleren Justizdienst
- sowie die Landesbetriebe:
  - Hessische Zentrale für Datenverarbeitung
  - Landesbetrieb Bau und Immobilien Hessen
  - Hessische Lotterieverwaltung

Insgesamt sind im Geschäftsbereich des Ministeriums 48 Dienststellen mit rund 16.000 Beschäftigten angesiedelt (Stand Mai 2024).

### Staats- und Rechtsaufsicht
Das Ministerium übt die Staatsaufsicht über die Steuerberaterkammer Hessen und – gemeinsam mit den anderen beteiligten Ländern – über die GKL Gemeinsame Klassenlotterie der Länder, aus. Der Rechtsaufsicht des Ministeriums untersteht das Versorgungswerk der Steuerberater in Hessen.

## Organisation

### Ministerium
Das Ministerium besteht neben dem Ministerbüro aus vier Abteilungen:
- Abteilung I: Zentralabteilung
- Abteilung II: Steuerabteilung
- Abteilung III: Haushaltsabteilung
- Abteilung IV: Staatsvermögens- und -schuldenverwaltung, Kommunaler Finanzausgleich, Bau- und Immobilienmanagement

## Bisherige Minister

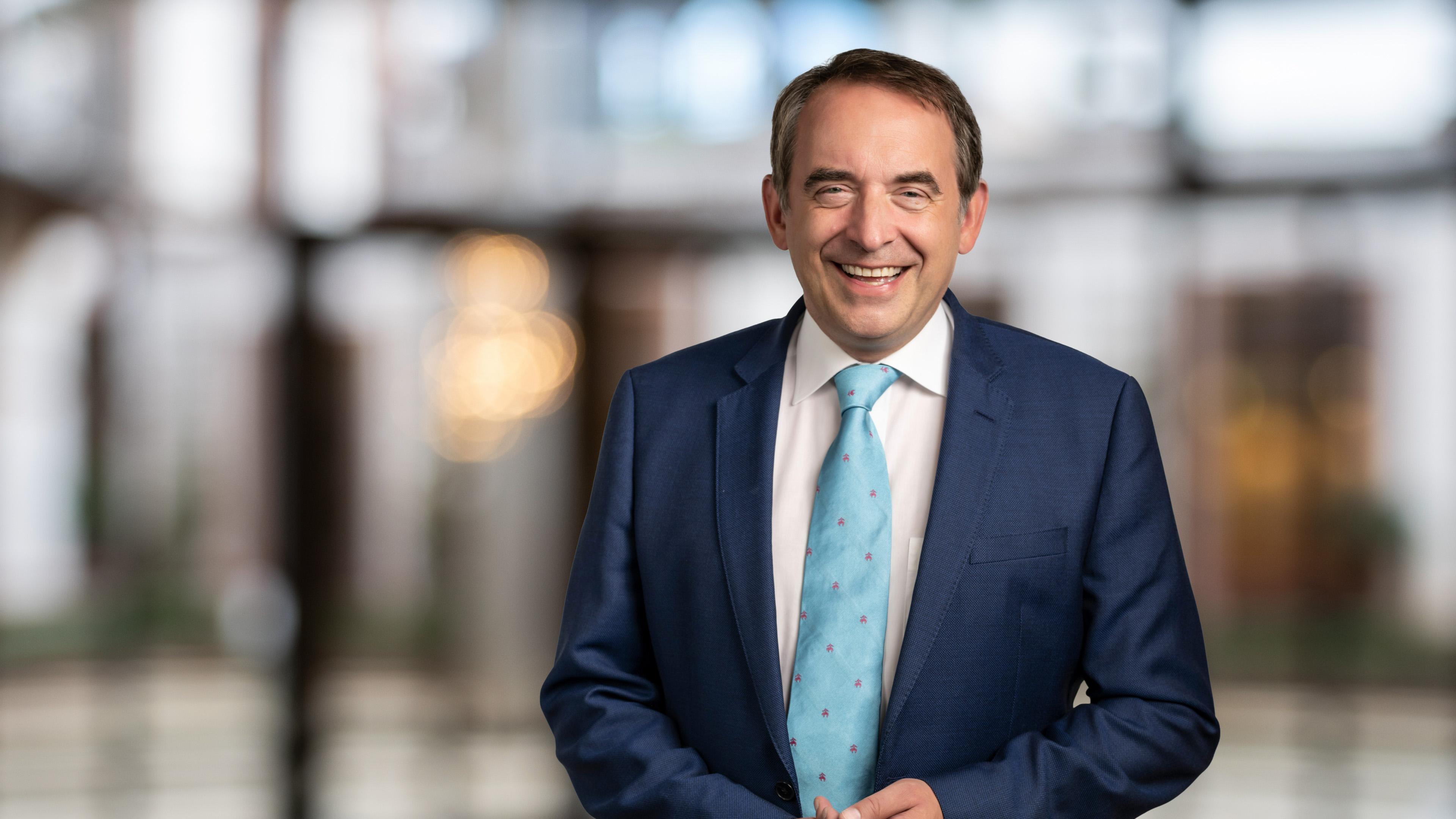
Finanzminister Professor Dr. Ralph Alexander Lorz (CDU)

| Name                       | Amtsantritt                                                        | Kabinett                                  | Partei    |
| -------------------------- | ------------------------------------------------------------------ | ----------------------------------------- | --------- |
| Wilhelm Mattes             | 14. Oktober 1945                                                   | Geiler                                    | parteilos |
| Robert Nöll von der Nahmer | 7. November 1945                                                   | Geiler                                    | parteilos |
| Werner Hilpert             | 7. Januar 1947                                                     | Stock                                     | CDU       |
| Heinrich Troeger           | 10. Januar 1951 19. Januar 1955                                    | Zinn I Zinn II                            | SPD       |
| Wilhelm Conrad             | 19. Januar 1955 29. Januar 1959 31. Januar 1963                    | Zinn II Zinn III Zinn IV                  | SPD       |
| Albert Osswald             | 16. September 1964 19. Januar 1967                                 | Zinn IV Zinn V                            | SPD       |
| Erwin Lang                 | 22. Oktober 1969                                                   | Osswald I                                 | SPD       |
| Rudi Arndt                 | 16. Dezember 1970                                                  | Osswald II                                | SPD       |
| Heribert Reitz             | 8. April 1972 18. Dezember 1974 20. Oktober 1976 14. Dezember 1978 | Osswald II Osswald III Börner I Börner II | SPD       |
| Hans Krollmann             | 4. Juli 1984                                                       | Börner III                                | SPD       |
| Manfred Kanther            | 24. April 1987                                                     | Wallmann                                  | CDU       |
| Annette Fugmann-Heesing    | 5. April 1991                                                      | Eichel I                                  | SPD       |
| Ernst Welteke              | 26. Januar 1994                                                    | Eichel I                                  | SPD       |
| Karl Starzacher            | 5. April 1995                                                      | Eichel II                                 | SPD       |
| Karlheinz Weimar           | 7. April 1999 5. April 2003 5. Februar 2009                        | Koch I Koch II Koch III                   | CDU       |
| Thomas Schäfer             | 31. August 2010 18. Januar 2014 18. Januar 2019                    | Bouffier I Bouffier II Bouffier III       | CDU       |
| Michael Boddenberg         | 31. März 2020 31. Mai 2022                                         | Bouffier III Rhein I                      | CDU       |
| Ralph Alexander Lorz       | 18. Januar 2024                                                    | Rhein II                                  | CDU       |

## Bisherige Staatssekretäre
| Name                               | Amtsantritt        | Kabinett            | Partei    |
| ---------------------------------- | ------------------ | ------------------- | --------- |
| Robert Philipp Nöll von der Nahmer | 12. Oktober 1945   | Geiler              | FDP       |
| Heinrich Troeger                   | 7. Januar 1947     | Stock               | SPD       |
| Walther Gase                       | 14. Februar 1947   | Stock               | SPD       |
| Herbert Lauffer                    | 1. Juli 1951       | Zinn I              | SPD       |
| Gustav Feick                       | 1. Juni 1956       | Zinn II             | SPD       |
| Otto Krauß                         | 1. Dezember 1957   | Zinn II Osswald I   | SPD       |
| Josef Durstewitz                   | 17. Dezember 1970  | Osswald II          | SPD       |
| Jochen Vogler                      | 15. Februar 1973   | Osswald II Börner I | SPD       |
| Hans Dethloff                      | 14. Dezember 1978  | Börner II Wallmann  | SPD       |
| Claus Demke                        | 1. Oktober 1988    | Wallmann            | CDU       |
| Otto-Erich Geske                   | 5. April 1991      | Eichel I            | SPD       |
| Harald Noack                       | 26. Januar 1994    | Eichel I Eichel II  | SPD       |
| Jochen Riebel                      | 7. April 1999      | Koch I              | CDU       |
| Bernd Abeln                        | 26. September 2000 | Koch I Koch II      | CDU       |
| Walter Arnold                      | 1. Februar 2004    | Koch II             | CDU       |
| Harald Lemke                       | 1. Februar 2004    | Koch II             | CDU       |
| Horst Westerfeld                   | 16. Juni 2008      | Koch II-Bouffier I  | CDU       |
| Thomas Schäfer                     | 30. Januar 2009    | Koch III            | CDU       |
| Luise Hölscher                     | 31. August 2010    | Bouffier I          | CDU       |
| Bernadette Weyland                 | 18. Januar 2014    | Bouffier II         | CDU       |
| Martin Worms                       | 1. September 2017  | Bouffier II Rhein I | parteilos |
| Uwe Becker                         | 18. Januar 2024    | Rhein II            | CDU       |